# إرنست مولدنهاور
إرنست مولدنهاور (مواليد 1850) هو مبارز بالسيف ألماني، مثّل بلاده في الألعاب الأولمبية الصيفية 1908.

## روابط خارجية
إرنست مولدنهاور على موقع أوليمبيديا (الإنجليزية)